# Финал Кубка Англии по футболу 1895
Финал Кубка Англии 1895 года (англ. 1895 FA Cup Final) — футбольный матч, завершавший розыгрыш Кубка Англии сезона 1894/95. Он стал 24-м финалом Кубка Англии, старейшего футбольного турнира в мире. Матч прошёл 20 апреля 1895 года на стадионе «Кристал Пэлас» в Лондоне. В нём встретились английские клубы «Астон Вилла» и «Вест Бромвич Альбион». Победу с минимальным счётом одержал бирмингемский клуб «Астон Вилла» благодаря мячу Боба Чатта, забитому уже на первой минуте (приблизительно на 30-й секунде). На протяжении 114 лет гол Чатта был самым быстрым голом, забитым в рамках финалов Кубка Англии, но в финале 2009 года этот рекорд был побит, когда Луи Саа забил гол на 25-й секунде.

## Обзор матча
В 1895 году финал Кубка Англии впервые прошёл на стадионе «Кристал Пэлас», который в дальнейшем стал местом проведения финалов Кубка Англии на протяжении более чем двадцати лет. В день финала погода была хорошая: стоял «прекрасный весенний день». Даже после начала игры зрители и журналисты продолжали приходить на стадион. Уже на первой минуте игры центрфорвард «Виллы» Джек Деви отдал пас на левого инсайда Денниса Ходжеттса. Ходжеттс сделал дальнюю передачу направо на Чарли Атерсмита, который отдал мяч на Боба Чатта, отправившего мяч в сетку ворот «Вест Бромвича». Вратарь Джо Ридер коснулся мяча кончиками пальцев, но мяч был в сетке. Касаемо авторства гола «Астон Виллы» есть разногласия: в части источников автором гола указан Боб Чатт, в других — Джек Деви. Гол был забит уже на 1-й минуте, примерно с 30-й по 39-ю секунду. Это было только начало матча, поэтому многие зрители и журналисты только занимали места на стадионе и пропустили голевой эпизод. Пресса указала в качестве автора гола Боба Чатта. Согласно книге Essential History of Aston Villa, «после игры игроки „Виллы“ подтвердили, что гол забил Джек Деви, после того как удар Чатта был заблокирован, угодил в колено Деви и рикошетом от его колена залетел в ворота». Несмотря на заявления игроков, Футбольная ассоциация Англии до сих пор считает автором гола Боба Чатта на 30-й секунде.
Несмотря на усилия игроков атаки «Альбиона», в особенности Билли Бассетта и Родди Маклауда, в первом в тайме «Вилла» смогла удержать счёт. Во втором тайме атаковали больше уже «вилланы», и счёт сохранился неизменным лишь благодаря «отличной вратарской игре» Джо Ридера и «самоотверженной игре защитников, особенно правого защитника Уильямса».
По ходу игры поле был вынужден покинуть хавбек «Вест Бромвича» Том Хиггинс, которому разбили голову. Однако он всё же вернулся в игру с «сильно забинтованной головой».

## Отчёт о матче
| Астон Вилла | 1:0     | Вест Бромвич Альбион |
| ----------- | ------- | -------------------- |
| Чатт 1′     | (отчёт) |                      |

| Астон Вилла | Вест Бромвич Альбион |

|                 |  |                 |  |
|                 |  |                 |  |
| Вр              |  | Том Уилкс       |  |
| Защ             |  | Говард Спенсер  |  |
| Защ             |  | Джеймс Уэлфорд  |  |
| Хав             |  | Джек Ренолдз    |  |
| Хав             |  | Джеймс Кауан    |  |
| Хав             |  | Джордж Расселл  |  |
| Нап             |  | Чарли Атерсмит  |  |
| Нап             |  | Боб Чатт        |  |
| Нап             |  | Джек Деви       |  |
| Нап             |  | Деннис Ходжеттс |  |
| Нап             |  | Стивен Смит     |  |
| Главный тренер: |  |                 |  |
| Джордж Рэмзи    |  |                 |  |

|                  |  |               |  |
|                  |  |               |  |
| Вр               |  | Джо Ридер     |  |
| Защ              |  | Билли Уильямс |  |
| Защ              |  | Джек Хортон   |  |
| Хав              |  | Том Перри     |  |
| Хав              |  | Том Хиггинс   |  |
| Хав              |  | Джек Таггарт  |  |
| Нап              |  | Билли Бассетт |  |
| Нап              |  | Родди Маклауд |  |
| Нап              |  | Билли Ричардс |  |
| Нап              |  | Том Хатчинсон |  |
| Нап              |  | Джек Бэнкс    |  |
| Главный тренер:  |  |               |  |
| Эдвард Стивенсон |  |               |  |

## Кража Кубка
В сентябре 1895 года Кубок Англии, вручённый на хранение «Астон Вилле», был украден. 11 сентября 1895 года, через четыре месяца после завоевания Кубка, он пропал из витрины магазина футбольной экипировки Уильяма Шиллока на Ньютон-роу в Бирмингеме, где выставлялся на обозрение. После этого первый трофей Кубка Англии больше никто не видел, официальное расследование полиции ни к чему не привело. Футбольная ассоциация Англии наложила на «Астон Виллу» штраф в размере 25 фунтов, которые пошли на изготовление нового трофея.